# Itzhak Perlman
Itzhak Perlman, Jicchak Perlman ((hebr.) יצחק פרלמן, ur. 31 sierpnia 1945 w Tel Awiwie) – izraelski skrzypek mieszkający w Nowym Jorku, syn imigrantów do Palestyny z przedwojennej Polski, odznaczony Prezydenckim Medalem Wolności i Narodowym Medalem Sztuk.

## Życiorys
W wieku czterech lat odkryto u niego chorobę Heinego-Medina. Studiował w Juilliard School of Music u pedagoga Ivana Galamiana i jego asystentki Dorothy DeLay. Zadebiutował w 1963 w Carnegie Hall w Nowym Jorku, gdzie wykonywał I Koncert skrzypcowy H. Wieniawskiego. W 1964 został laureatem 1. nagrody na Konkursie im. Leventritta. W 1978 otrzymał nagrodę krytyków płytowych za nagranie kompletu sonat skrzypcowych Ludwiga van Beethovena z Władimirem Aszkenazim. Wiosną 1990 odbył tournée w ZSRR. W 1994 grał koncerty z Izraelską Orkiestrą Filharmoniczną w Chinach i Indiach. W 1996 otrzymał złoty medal The Royal Philharmonic Society’s.

## Dyskografia
- 2002 Classic Perlman: Rhapsody
- 2001 Classic Yo-Yo
- 1999 John Williams Greatest Hits 1969-1999
- 1999 Cinema Serenade 2
- 1997 Cinema Serenade
- 1995 Bach: Violin Concertos; Double Concerto; more
- 1994 Dvorák In Prague: A Celebration
- 1992 Brahms: Concerto for Violin and Orchestra in D, Op. 77 (with Berliner Philharmoniker - conductor Daniel Barenboim)
- 1990 Brahms: The 3 Violin Sonatas
- 1989 The Italian Album
- 1987 Bach: Double Concerto; Violin Concertos Nos.1 & 2
- 1987 Paganini & Giuliani: Duos for Violin and Guitar
- 1986 Sarasate: Carmen Fantasy, Chausson: Poeme, Saint-Saëns: Havanaise, Introduction & Rondo Capriccioso, Ravel: Tzigane (with N.Y. Philharmonic, Zubin Mehta) (DG)
- 1985 An Isaac Stern Vivaldi Gala
- 1984 Chausson: Violin Concerto; Piano and String Quartet
- 1983 Isaac Stern: 60th Anniversary Celebration
- 1981 It’s a Breeze (Angel/EMI)
- 1972 Wieniawski: Violin Concertos (with London Philharmonic Orch., Seiji Ozawa) (EMI)

## Filmografia
- 1999: Fantazja 2000 (Fantasia 2000) jako on sam
- 1999: Koncert na 50 serc (Music of the Heart) jako on sam
- 1996: Wszyscy mówią: kocham cię (Everyone Says I Love You) jako on sam
- 1994: All-Star 25th Birthday: Stars and Street Forever! jako on sam
- 1988: Sesame Street Special jako on sam
- 1969: Ulica Sezamkowa (Sesame Street) jako on sam